# Palazzo Zati-Dolfi
Palazzo Zati-Dolfi è un edificio storico di Firenze, situato in via de' Pandolfini 17.

## Storia e descrizione
Nonostante i molti rimaneggiamenti il palazzo è ancora ben leggibile nelle sue eleganti linee tardo quattrocentesche: organizzato su quattro assi si sviluppa per quattro piani, dei quali quello terreno con intonaco lavorato a finta pietra, steso nel corso di un restauro ottocentesco. 
Fu possesso antichissimo degli Zati, dai quali passò nel Cinquecento ai da Filicaja, poi ai Palmerini. Il cavalier Jacopo da Palmerino lo assegnò in dote alla commenda di Santo Stefano da lui fondata. Di quest'ultimo passaggio di proprietà rimane memoria nella croce (propria dei cavalieri di Santo Stefano) posta sopra un tassello di pietra accanto all'ultima finestra di destra.
Dal 1861 il palazzo ha ospitato la Fratellanza Artigiana d'Italia, che ancora ha qui la sede centrale, assieme all'Associazione Mazziniana d'Italia. In riferimento a questa destinazioni sono da interpretare le due grandi lapidi che segnano il fronte del palazzo, una relativa alla fondazione dell'istituzione, posta nel 1911 in occasione del cinquantenario della sua nascita, l'altra, posta nel 1926, volta a ricordare Luigi Minuti, animatore della stessa, con il ritratto a basso rilievo del patriota.
La prima:
| _1861-1911-NEI PRIMI GIORNI DEL PATRIO RISORGIMENTO AUSPICI MAZZINI E GARIBALDI-CONFORTATORI DI CONSIGLIO CARLO CATTANEO FRANCESCO CARRARA FRANCESCO DOMENICO GUERRAZZI COL NOBILE INTENTO DI AFFRATELLARE I LAVORATORI AI SACRI FINI DI PATRIA UMANITÀ E PROGRESSO-GIUSEPPE DOLFI, PIERO CIRONI GIUSEPPE MAZZONI, GIUSEPPE MONTANELLI, PIETRO THOUAR ATTO VANNUCCI, FRANCESCO PICCINI, FERDINANDO ZANNETTI, STEFANO USSI LEOPOLDO MAFFEI], ENRICO PARADISI-E CON ESSI UNA SCHIERA DI PIÙ MODESTI MA NON MENO PRECLARI PER SENNO E VIRTÙ FONDARONO LA FRATELLANZA ARTIGIANA D'ITALIA-L'ASSOCIAZIONE UNANIME CELEBRANDO IL SUO CINQUANTENARIO A PERENNE RICORDO DI BENEMERENZA. Q. M. P. |

La seconda:
| LVIGI MINVTI DELLA FRATELLANZA ARTIGIANA D'ITALIA · ANIMATORE PER CINQUANT'ANNI · NELLA PVRISSIMA PATRIOTTICA ISTITVZIONE · MANTENNE INALTERATI GL'IDEALI · DI GIVSEPPE MAZZINI · APOSTOLO FERVENTE DELLA GRANDE DOTTRINA ESEMPIO MIRABILE D'INDOMITO CARATTERE · DIO E POPOLO___________PENSIERO E AZIONE XXI APRILE MCMXXVI |

## Bibliografia

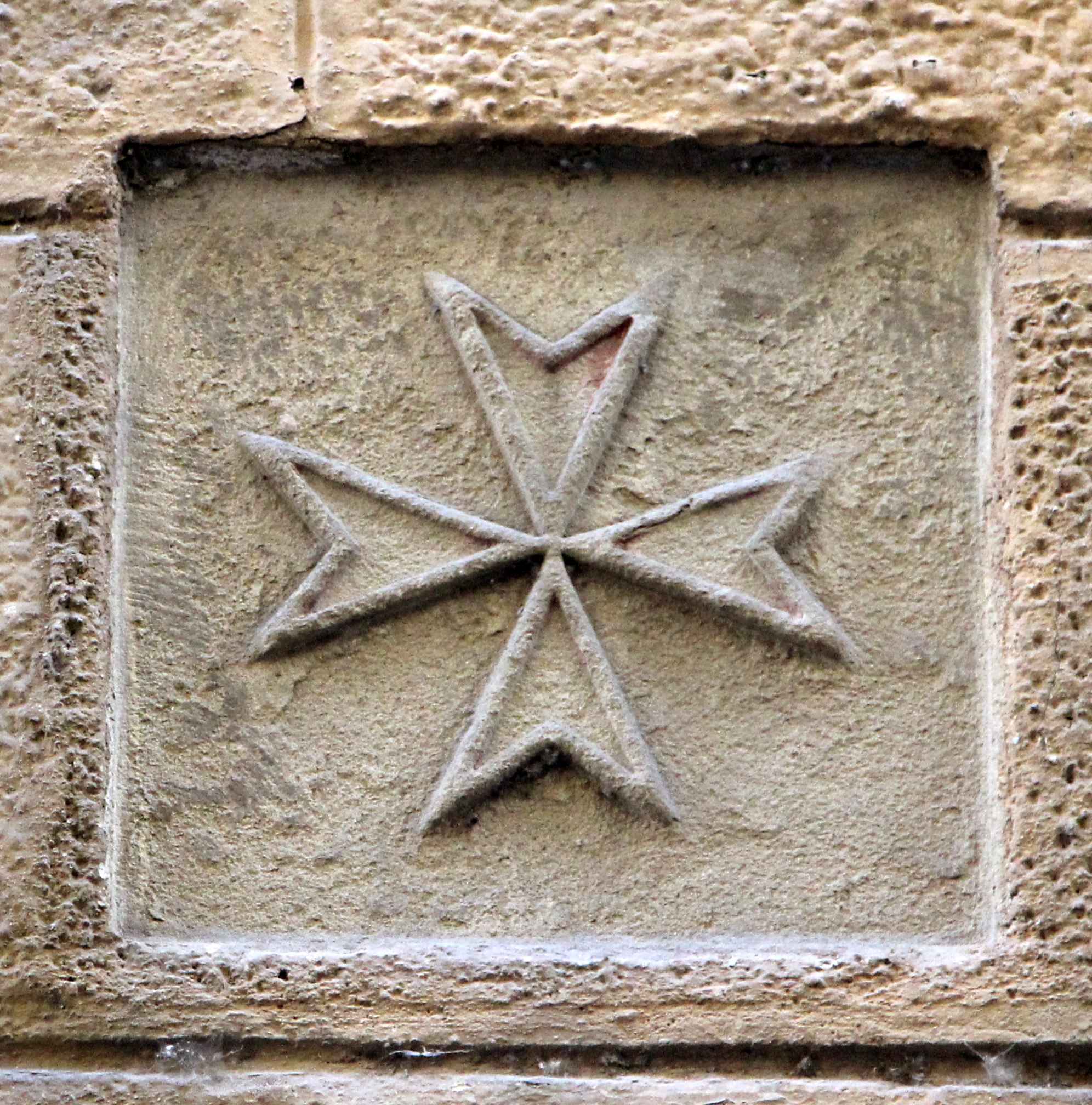
Pietrino dell'Ordine di Santo Stefano